# Molson Coors Beverage Company
A Molson Coors Brewing Company é o quinto maior grupo cervejeiro do mundo com o controle de 40% do mercado canadense e 29% do mercado americano. Foi criada em 9 de fevereiro de 2005, quando a Coors Brewing Company se fundiu com a cervejaria canadense Molson. A subsidiária canadense da Molson Coors Brewing Company é uma parte pertencente à Brewers Retail, a operador da rede varejista de cerveja em Ontário, The Beer Store. Os produtos são vendidos em 50 países. A empresa opera 26 grandes cervejarias, 13 cervejarias artesanais e uma "cidra" em três continentes.
O fato de a empresa ser binacional levou diversas entidades no Canadá e nos Estados Unidos a alegarem que era controlada por interesses do outro país. É registrada nos Estados Unidos e suas ações são negociadas nas bolsas de valores TSX de Toronto e na NYSE de Nova York. O controle da empresa é dividido igualmente entre as famílias Molson e Coors. A sede da empresa está localizada em duas cidades norte-americanas: Montreal (Quebec) e Denver (Colorado).

## História
A Coors Brewing Company era a principal subsidiária da Adolph Coors Company. Em 1873, o imigrante alemão Adolph Coors fundou uma cervejaria em Golden (Colorado). Sua American Lager, apelidada de "Banquet Beer" e agora comercializada com o nome de "Coors Original", supostamente deriva seu sabor da água pura das Montanhas Rochosas. A empresa Coors sobreviveu à proibição do álcool prevista na Constituição dos Estados Unidos de 1920 a 1933, transferindo suas atividades para a fabricação de outros produtos, como leite maltado ou cerâmica. O negócio de cerâmica foi posteriormente continuado pela empresa independente CoorsTek.
De acordo com o site da Coors, em 1959 a empresa foi a primeira cervejaria dos Estados Unidos a envasar cerveja em lata de alumínio.
Durante grande parte de sua história, a cerveja Coors foi mais um produto regional, vendida principalmente no oeste dos Estados Unidos. A principal razão para isso é que a cerveja Coors não é pasteurizada e a distribuição só foi permitida onde uma cadeia de frio ininterrupta pudesse ser garantida. Como resultado, a cerveja era uma raridade na costa leste dos Estados Unidos, e os viajantes que iam para o Colorado costumavam carregar caixas individuais em suas malas na viagem de volta. Este status icônico se refletiu na cultura pop: o filme "A Boiled Rascal" de 1977 era sobre o carregamento ilegal de Coors do Texas para a Geórgia em um caminhão. Somente no início da década de 1990 a empresa expandiu seu território de vendas para todos os Estados Unidos.
Por meio de seus proprietários e sua fundação, a Coors Brewery desempenhou um papel de destaque na política dos Estados Unidos, apoiando inúmeras iniciativas conservadoras, incluindo a Heritage Foundation. O presidente do conselho, Pete Coors, concorreu a uma cadeira republicana no Senado dos Estados Unidos em 2004, mas perdeu para o democrata Ken Salazar.
A Coors Brewing Company detém os direitos do nome do Coors Field, o estádio de beisebol que é a casa do time Colorado Rockies, da MLB.
Em 2008, a Molson Coors fundou a joint venture MillerCoors com a SABMiller. O objetivo era agrupar as atividades de vendas na América do Norte. Em outubro de 2016, a Molson Coors assumiu todas as ações da antiga joint venture.
Com a compra do grupo cervejeiro tcheco StarBev em abril de 2012 por US $ 3,5 bilhões, a Molson Coors Brewing Company expandiu suas atividades na Europa Central e Oriental. A StarBev foi renomeada para Molson Coors Central Europe e, após a fusão com subsidiárias britânicas, Molson Coors Europe.
Em setembro de 2020, Yuengling anunciou uma joint venture com a Molson Coors para comercializar suas cervejas na Costa Oeste.

## Estrutura
Além da sede global em Denver (250 funcionários), existem as seguintes unidades corporativas:
MillerCoors (nos EUA com 7.900 funcionários)
Molson Coors Europe (6.250 funcionários)
Molson Coors Canadá (2.400 funcionários)
Molson Coors International (principalmente Índia; 400 funcionários)

## Principais acionistas
A partir de 18 de março de 2020:
| Invesco Canada                          | 37,3%  |
| Beutel, Goodman & Co                    | 24,3%  |
| Fundo de depósito e colocação de Quebec | 1,54%  |
| Montrusco Bolton Investments            | 0,68%  |
| Portfolio Solutions                     | 0,35%  |
| Norges Bank Investment Management       | 0,19%  |
| Northern Trust Investments              | 0,054% |
| HSBC Global Asset Management            | 0,041% |
| MFS Investment Management Canada        | 0,040% |
| GLC Asset Management Group              | 0,024% |